# 6 de octubre
El 6 de octubre es el 279.º (ducentésimo septuagésimo noveno) día del año —el 280.º (ducentésimo octogésimo) en los años bisiestos— en el calendario gregoriano. Quedan 86 días para finalizar el año.

## Acontecimientos
- 105 a. C.: sucede el peor desastre militar de la historia de Roma: la batalla de Arausio, en la que dos ejércitos de la República son derrotados por cimbrios y teutones. Se produjeron bajas superiores a los 100 000 hombres (12 legiones, tropas auxiliares, etc).
- 69 a. C.: tercera guerra mitridática; nuevamente el excelente estratega y táctico romano Lúculo derrota a Tigranes el Grande del reino de Armenia en la batalla de Artaxata.
- 23: en el Imperio Chino, un grupo de rebeldes decapitan al usurpador Wang Mang tras dos días de saqueo en la capital Chang'an. La Dinastía Han es restablecida, pero el Imperio continúa en caos durante dos años más.

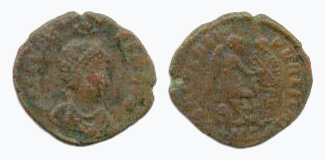
Moneda con la efigie de la emperatriz bizantina Elia Eudoxia.

- 404: en Constantinopla (Imperio Romano Oriental), la emperatriz Elia Eudoxia ―esposa del emperador Arcadio― fallece por una infección debida a su séptimo embarazo, que termina en aborto.
- 1406: en la península italiana, la República de Pisa es absorbida por Florencia.
- 1536: en Vilvoorde (en la región belga de Flandes, bajo el poder de los españoles) la Inquisición católica ahorca al traductor protestante inglés William Tyndale, quien había traducido por primera vez la Biblia al inglés, publicó miles de copias en Alemania y las introdujo clandestinamente en Inglaterra.
- 1539: en la actual Tallahassee (estado de Florida), el conquistador español Hernando de Soto y su ejército entran a la fuerza en la ciudad de Anhaica, capital de la tribu de los apalaches, de 30 000 habitantes.
- 1582: en España, Italia, Polonia y Portugal, se saltea este día ―entre el jueves 4 de octubre de 1582 y el viernes 15 de octubre― debido a la implantación del calendario gregoriano.
- 1600: en Florencia (Italia) se estrena la obra Eurídice, de Jacopo Peri, la ópera más antigua que se conoce. Esta obra indica el inicio del período barroco en la música.
- 1683: en la colonia de Pensilvania (Estados Unidos), familias inmigrantes alemanas fundan Germantown (‘aldea alemana’, actualmente un distrito de la ciudad de Filadelfia); esta fue la mayor inmigración alemana en ese país.
- 1723: en Pensilvania, Benjamin Franklin llega a Filadelfia a la edad de 17 años.
- 1750: en Francia, Denis Diderot redacta el Prospectum, proyecto en que se basaría la posterior Enciclopedia.
- 1760: en la villa de Sancti Spíritus se abre el cabildo, que funcionará como primera escuela de la aldea.
- 1762: en Filipinas ―en el marco de la guerra de los Siete Años― termina la batalla de Manila entre Gran Bretaña y España, cuyo resultado significa la ocupación británica de Manila durante el resto de la guerra.
- 1789: en el marco de la Revolución francesa, el rey Luis XVI vuelve a París desde Versalles después de enfrentarse a las mujeres parisinas el día anterior.
- 1810: en la villa de Oruro (Bolivia) se redacta el levantamiento del 6 de octubre encabezado por el Dr. Tomás Barrón contra el dominio español.
- 1833: en España, el infante Carlos María Isidro de Borbón es coronado como Carlos V de España, fecha que se considera el comienzo de la primera guerra carlista.
- 1849: ejecución de los 13 Mártires de Arad después de la guerra de independencia húngara.
- 1852: en España se crea por Real Orden el Cuerpo de Telégrafos.
- 1854: en el noreste de Inglaterra, a medianoche comienza un incendio en Newcastle. A las 3:10, una inmensa explosión transmite el fuego a la vecina población de Gateshead.
- 1856: en Masaya (Nicaragua) entra el batallón San Jacinto, al mando del coronel José Dolores Estrada Vado, a menos de un mes de haber derrotado a los filibusteros estadounidenses en la batalla de San Jacinto el 14 de septiembre.
- 1866: en Estados Unidos echa a andar el primer automóvil.
- 1889: el inventor estadounidense Thomas Edison muestra su primera película.
- 1891: en Nueva York (Estados Unidos) se publican por vez primera los Versos sencillos del escritor y revolucionario cubano José Martí.
- 1903: en Canberra inicia sus funciones la Corte Suprema de Australia.
- 1908: el Imperio austrohúngaro se anexiona Bosnia y Herzegovina.
- 1910: en Grecia, Eleftherios Venizelos es elegido primer ministro por primera vez.
- 1920: en Riga, los representantes de Rusia y Polonia firman la paz, que desplaza la frontera polaca con Rusia al este.
- 1923: las fuerzas vencedoras de la Primera Guerra Mundial se retiran de Estambul.
- 1927: en Nueva York se proyecta El cantante de jazz, la primera película del cine sonoro.
- 1928: en la República de China, Chiang Kai-Shek es el nuevo presidente.
- 1934: en Barcelona (España), Lluís Companys proclama el Estado Catalán, dentro de una República Federal Española inexistente, a raíz de la revolución de 1934.
- 1936: El Decreto 9 dictado por Francisco Franco crea la Secretaría de Guerra en la zona rebelde de España.
- 1939: Fin de la invasión alemana de Polonia con la rendición del Ejército de Polesia tras la batalla de Kock.
- 1940: se inaugura el Estadio Florencio Sola, del Club Atlético Banfield.
- 1942 en el marco de la Segunda Guerra Mundial, la ofensiva de octubre de Matanikau en Guadalcanal comienza con el ataque de los marines estadounidenses al ejército imperial japonés lo largo del río Matanikau.
- 1943: batalla naval de Vela Labella entre las marinas estadounidense y japonesa.
- 1944: inicio de la batalla de Debrecen entre fuerzas del Eje y de la Unión Soviética.
- 1944: En el marco de la Segunda Guerra Mundial, la ciudad alemana de Stralsund es bombardeada por 447 bombarderos B-17, generándose mil muertos.[1]
- 1948: en Asjabad (Turkmenistán, en la antigua Unión Soviética) sucede un terremoto de magnitud 7,3 en la escala de Richter que deja un saldo de entre 110 000 (según el informe de 1988) y 178 000 víctimas (según el informe de 2007).
- 1956: en España, Francisco Franco inaugura Pueblonuevo del Guadiana, cuya construcción había comenzado en 1948 como consecuencia del Plan Badajoz.
- 1958: en Cuba ―en el marco de la Revolución cubana― los comandantes Camilo Cienfuegos y Ernesto Che Guevara cruzan la Trocha de Júcaro.
- 1959: en el estadio del Cerro (La Habana) finaliza la pequeña serie mundial de béisbol entre Cuba y Estados Unidos con la victoria del equipo cubano Cuban Sugar Kings ante el estadounidense Minneapolis. Asisten al encuentro los comandantes Fidel Castro, Raúl Castro, Ernesto Che Guevara, Camilo Cienfuegos, Juan Almeida, el periodista estadounidense Waldo Frank y otros compañeros. Fidel expresa que «Más que la victoria presente, esto es un símbolo para el futuro de lo que serán los deportes en Cuba».
- 1961: en Nueva York (Estados Unidos), Cuba denuncia ante la Organización de Estados Americanos (OEA) el plan estadounidense para provocar la ruptura de relaciones diplomáticas de los Gobiernos de América Latina con la isla.
- 1962: sobre el atolón Johnston (en medio del océano Pacífico), a las 5:03 hora local, Estados Unidos detona su bomba atómica Bumping, de 11,3 kilotones, a 3050 metros de altura (dejada caer desde un avión). Es la bomba n.º 263 de las 1132 que Estados Unidos detonó entre 1945 y 1992.
- 1973: Siria y Egipto atacan Israel. Comienza la guerra del Yom Kippur.
- 1975: en Roma (Italia), a las 20:20, un grupo de mercenarios fascistas italianos pagados por la dictadura de Augusto Pinochet acribilla al exiliado exvicepresidente democrático de Chile, Bernardo Leighton (1909-1995), dejándolo con graves heridas; su esposa Anita Fresno (1915-2011) quedará parapléjica.
- 1976: en Barbados, terroristas cubanos anticastristas radicados en Miami, con apoyo de la CIA estadounidense, atentan con bombas contra un vuelo de Cubana de Aviación, que cae en la playa (apenas despegado), provocando la muerte de todos los ocupantes (73 personas), entre ellos los miembros del Equipo Nacional de Esgrima, que habían logrado todas las medallas de oro en el Campeonato Centroamericano y del Caribe celebrado en Caracas (Venezuela).
- 1976: en China, el nuevo primer ministro Hua Guofeng ordena el arresto de la Banda de los Cuatro ―Jiang Qing (la viuda de Mao Zedong), Zhang Chunqiao, Yao Wenyuan y Wang Hongwen―. Se termina así la Revolución Cultural.
- 1976: en Bangkok (Tailandia), los estudiantes de la Universidad de Thammasat realizan una jornada de protesta contra el retorno del dictador Thanom. Una coalición de paramilitares de derechas y fuerzas gubernamentales asesinan a más de 100 estudiantes (Masacre de la Universidad de Thammasat).
- 1976: a 201 metros bajo tierra, en el área U2ef del Sitio de pruebas atómicas de Nevada (a unos 100 km al noroeste de la ciudad de Las Vegas), a las 6:30 (hora local), Estados Unidos detona su bomba atómica Gouda, de 0,6 kilotones. Es la bomba n.º 872 de las 1132 que Estados Unidos detonó entre 1945 y 1992.
- 1977: en Alicante (España), un grupo de fascistas atacan a militantes y simpatizantes de Partido Comunista, matando a uno de ellos.
- 1977: primer vuelo del avión Mikoyan MiG-29.
- 1978: en Irán, el sah Mohammad Reza Pahlevi entrega el poder a los militares.
- 1979: el papa Juan Pablo II se convierte en el primer pontífice que visita la Casa Blanca.
- 1981: en El Cairo, el presidente egipcio Anwar el-Sadat es asesinado en un desfile militar.
- 1983: en España, el Congreso de los Diputados aprueba el proyecto de ley de despenalización parcial del aborto.
- 1987: Fiyi se convierte en república.
- 1990: Estados Unidos lanza la sonda Ulysses con el fin de estudiar el Sol.
- 1992: Suecia lanza el satélite de observación de auroras boreales, Freja.
- 1994: en Zaragoza (España) se inaugura el Auditorio de Zaragoza, considerado el mejor de ese país por sus características acústicas.
- 1995: se descubre que 51 Pegasi es la segunda estrella ―después del Sol― que tiene un planeta extrasolar orbitando alrededor.
- 1996: en Valladolid (España) se produce el incendio de la discoteca Siete Siete, con cuatro muertos.
- 1999: en Nicosia (Chipre) se inaugura el Estadio GSP (Asociación Gimnástica de Todos los Chipriotas).
- 1999: el Protocolo Facultativo de la Convención sobre la eliminación de todas las formas de discriminación contra la mujer es adoptado.
- 2000: en Buenos Aires (Argentina), Carlos Chacho Álvarez (1948-) renuncia a su cargo debido a las políticas del presidente Fernando de la Rúa.
- 2000: en Yugoslavia dimite el presidente Slobodan Milošević.
- 2002: en la plaza de San Pedro (Ciudad del Vaticano) el papa Juan Pablo II canoniza a Josemaría Escrivá de Balaguer (fundador del Opus Dei).
- 2007: en Londres (Reino Unido), el británico Jason Lewis completa la primera circunnavegación del globo realizada exclusivamente con fuerza humana (sin motores ni velas: utilizó bicicletas en tierra y un bote a pedales en el mar). Había partido el 12 de julio de 1994, y recorrió 74 842 km.
- 2010: se lanza Instagram.
- 2012: en Estados Unidos se inaugura House of Hardcore, empresa de wrestling de Tommy Dreamer.

## Nacimientos
- 649: Yuknoom Yich'aak K'ahk', gobernante maya (f. 698).
- 1289: Wenceslao III, rey bohemio (f. 1306).
- 1459: Martin Behaim, comerciante y geógrafo alemán (f. 1507).
- 1552: Matteo Ricci, misionero jesuita italiano (f. 1610).
- 1610: Charles de Sainte-Maure, militar y aristócrata francés (f. 1690).
- 1671: Francisca Josefa del Castillo, religiosa y escritora colombiana  (f. 1742).
- 1738: María Ana de Austria, aristócrata austriaca (f. 1789).
- 1767: Henri Christophe, rey haitiano (f. 1820).
- 1773: Luis Felipe I, rey francés (f. 1850).
- 1801: Lazare Hippolyte Carnot, político francés (f. 1888).
- 1803: Heinrich Wilhelm Dove, físico alemán (f. 1879).
- 1803: Miguel García Cuesta, obispo español (f. 1873).
- 1808: Federico VII, rey dinamarqués (f. 1863).
- 1820: Jenny Lind, soprano sueca (f. 1887).
- 1822: Manuel A. Alonso, escritor puertorriqueño (f. 1889).
- 1823: Silverio Franconetti, cantaor flamenco español (f. 1889).
- 1831: Richard Dedekind, matemático alemán (f. 1916).
- 1834: Alfred Naquet, médico, químico y político francés (f. 1916).
- 1835: Soledad Román de Núñez, esposa del presidente colombiano Rafael Núñez (f. 1928).

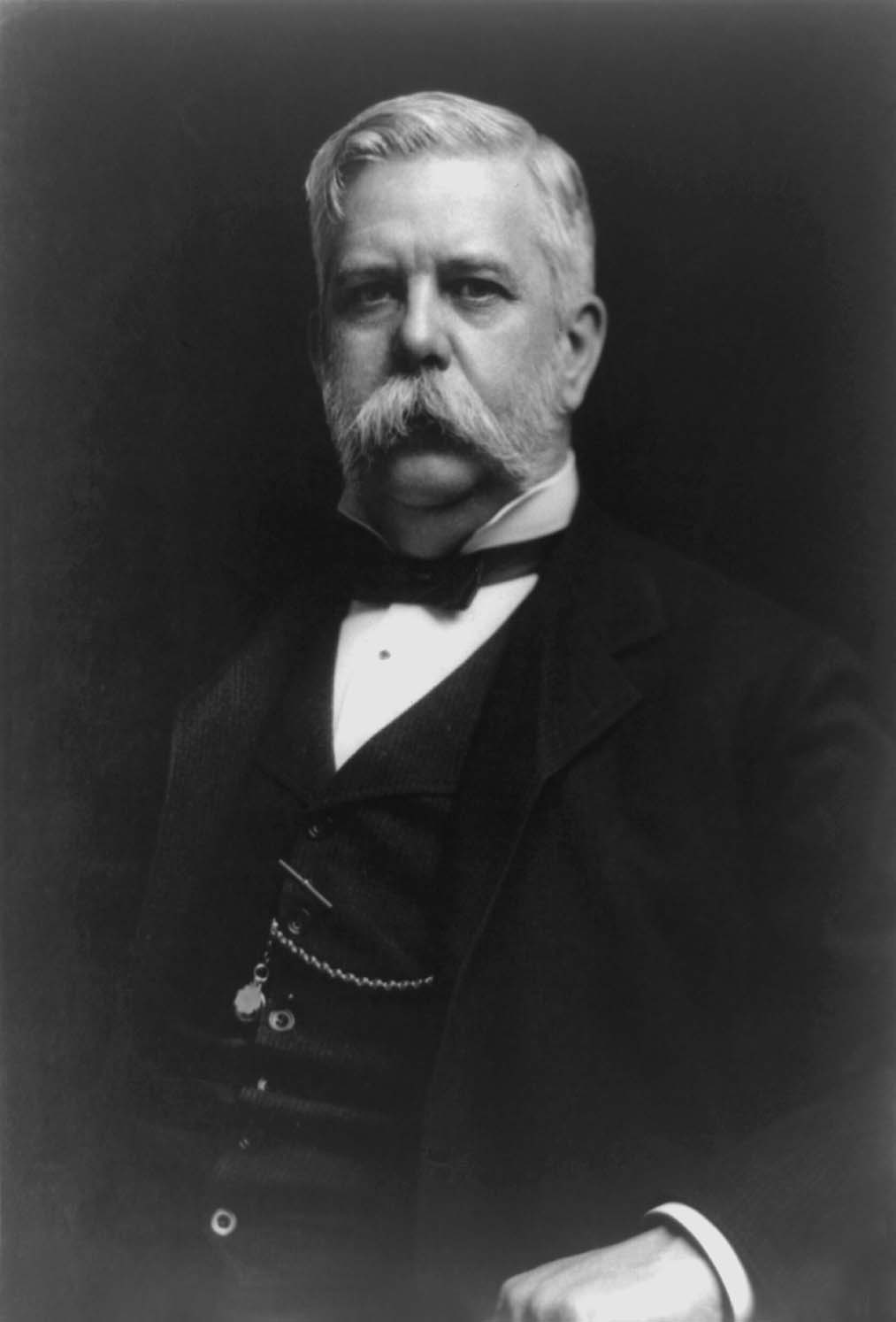
George Westinghouse.

- 1846: George Westinghouse, ingeniero e inventor estadounidense (f. 1914).
- 1847: Adolf von Hildebrand, escultor alemán (f. 1921).
- 1849: Basil Zaharoff, magnate griego (f. 1936).
- 1862: Albert J. Beveridge, historiador y político estadounidense (f. 1927).
- 1866: Reginald Fessenden, inventor canadiense (f. 1932).
- 1866: Nina Bang, política danesa (f. 1928).
- 1877: Pachín de Melás, escritor español (f. 1937).
- 1882: Karol Szymanowski, compositor y pianista polaco (f. 1937).
- 1886: Edwin Fischer, pianista suizo (f. 1960).

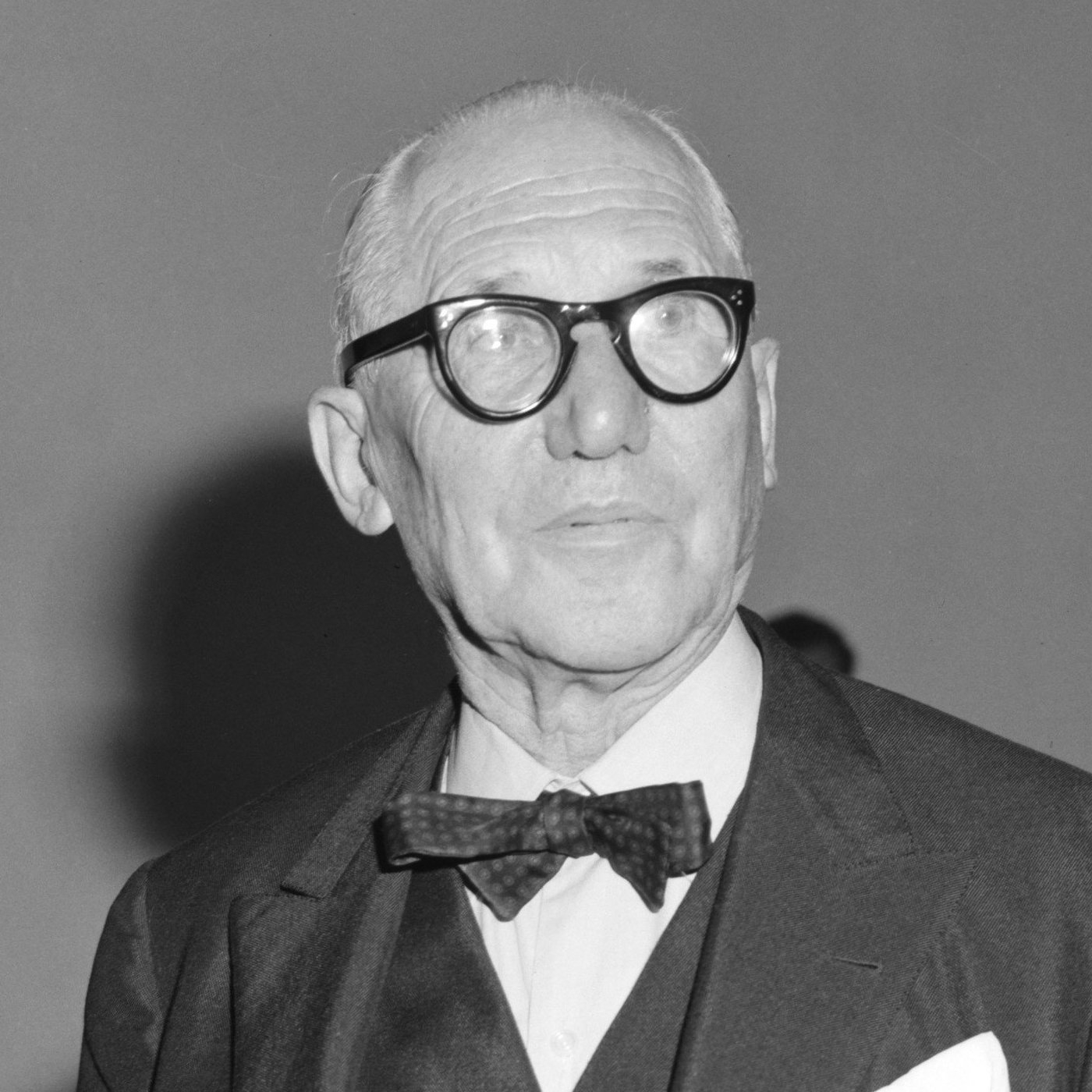
Le Corbusier.

- 1887: Le Corbusier (Charles E. Jeanneret), arquitecto y pintor suizo-francés (f. 1965).
- 1887: Martín Luis Guzmán, escritor mexicano (f. 1976).
- 1889: Manuel Suárez Castro, político español (f. 1937).
- 1888: Roland Garrós, aviador francés (f. 1918).
- 1891: Hendrik Adamson, poeta y educador estonio (f. 1946).
- 1898: Mitchell Leisen, cineasta estadounidense (f. 1972).
- 1900: Ethel Mannin, escritora británica (f. 1984).
- 1902: Alicio Garcitoral, escritor y político español (f. 2003).
- 1903: Ernest Thomas Sinton Walton, físico irlandés, premio nobel de física de 1951 (f. 1995).
- 1905: Helen Wills Moody, tenista estadounidense (f. 1998).
- 1906: Janet Gaynor, actriz estadounidense (f. 1984).
- 1907: Francisco Gabilondo Soler, cantautor mexicano (f. 1990).
- 1907: Luis Edgardo Llosa González-Pavón, marino y político peruano (f. 1993).

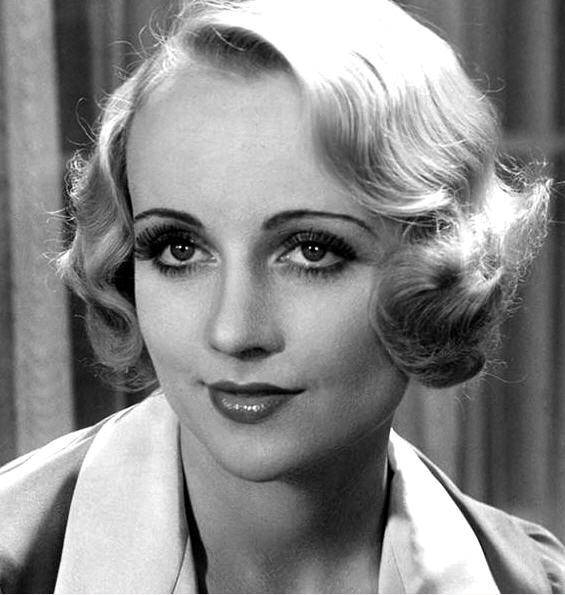
Carole Lombard.

- 1908: Carole Lombard, actriz estadounidense (f. 1942).
- 1908: Serguéi Sóbolev, matemático ruso (f. 1989).
- 1914: Thor Heyerdahl, explorador y etnógrafo noruego (f. 2002).
- 1916: Pablo Palazuelo, pintor, grabador y escultor español (f. 2007).
- 1919: Mohammed Siyad Barre, presidente somalí (f. 1995).
- 1921: Cristián Hernández Larguía, director de coro y músico argentino (f. 2016).
- 1921: Yevgeniy Landis, matemático soviético (f. 1997).
- 1923: Yaşar Kemal, escritor turco (f.2015).
- 1927: Paul Badura-Skoda, pianista austriaco (f. 2019).
- 1927: Bill King, locutor deportivo estadounidense (f. 2005).
- 1928: Amaro Flores Sienra, rematador, docente, escritor y periodista uruguayo (f. 2002).
- 1930: Hafez al-Assad, militar sirio, presidente entre 1970 y 2000 (f. 2000).
- 1930: David Stivel, escritor, productor y cineasta argentino (f. 1992).
- 1931: Nikolái Chernyj, astrónomo soviético (f. 2004).
- 1931: Riccardo Giacconi, astrofísico ítaloestadounidense, premio nobel de física en 2002 (f. 2018).
- 1935: Vicente Cantatore, entrenador de fútbol argentino-chileno (f. 2021).
- 1935: Ernesto Laclau, politólogo y filósofo argentino (f. 2014).
- 1935: Bruno Sammartino, luchador profesional italiano (f. 2018).
- 1936: Julius L. Chambers, abogado, educador y activista estadounidense (f. 2013).
- 1937: Walter Belvisi, arquitecto uruguayo.
- 1937: Mario Capecchi, genetista molecular ítalo-estadounidense, premio nobel de medicina en 2007.
- 1937: Carlos Bracho, actor mexicano.
- 1941: Luis Bassat, publicista español.
- 1942: Britt Ekland, actriz sueca.
- 1943: Michael Durrell, actor estadounidense.
- 1944: José Carlos Pace, piloto de Fórmula 1 brasileño.
- 1945: Wayne Brabender, baloncestista español de origen estadounidense.
- 1946: Tony Greig, jugador sudafricano de críquet (f. 2012).
- 1947: Patxi Andión, cantante y actor español (f. 2019).
- 1948: Gerry Adams, político norirlandés.
- 1948: Glenn Branca, guitarrista y compositor estadounidense.
- 1949: Jorge Velosa, es un cantautor colombiano que adquirió reconocimiento por ser el co-iniciador del género musical conocido como carranga.
- 1949: Bobby Farrell, DJ y cantante estadounidense, de la banda Boney M (f. 2010).
- 1949: Leslie Moonves, empresario estadounidense.
- 1950: David Brin, escritor estadounidense de ciencia ficción.
- 1951: Manfred Winkelhock, piloto de automovilismo alemán (f. 1985).
- 1951: Amalia García, política mexicana.
- 1954: Bill Bruford, escritor y periodista estadounidense.
- 1954: David Hidalgo, músico estadounidense, de la banda Los Lobos.
- 1954: Manuela de Madre, política española.
- 1954: Carlos Pérez Soto, filósofo chileno.
- 1955: Paco Ojeda, torero español.
- 1958: Marcelo Zlotogwiazda, periodista argentino (f. 2019).
- 1959: Lai Ching‑te, político y médico taiwanés, presidente de la República de China (Taiwán) desde 2024.
- 1960: Richard Jobson, escritor, cantante de rock y cineasta escocés, de la banda The Skids.
- 1960: Yves Leterme, político belga.
- 1962: David Baker, bioquímico y biólogo computacional estadounidense, Premio Nobel de Química 2024.
- 1963: Jsu García, actor estadounidense.
- 1963: Paola Papini, actriz argentina.

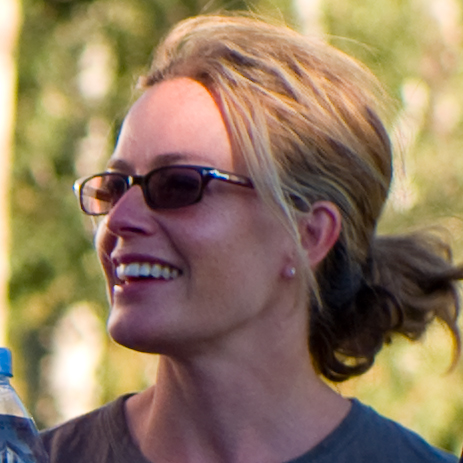
Elisabeth Shue.

- 1963: Elisabeth Shue, actriz estadounidense.
- 1964: Ricky Berry, baloncestista estadounidense (f. 1989).
- 1964: Matthew Sweet, compositor y guitarrista estadounidense, de la banda Community Trolls, Oh-OK y The Thorns.
- 1966: Niall Quinn, futbolista irlandés.

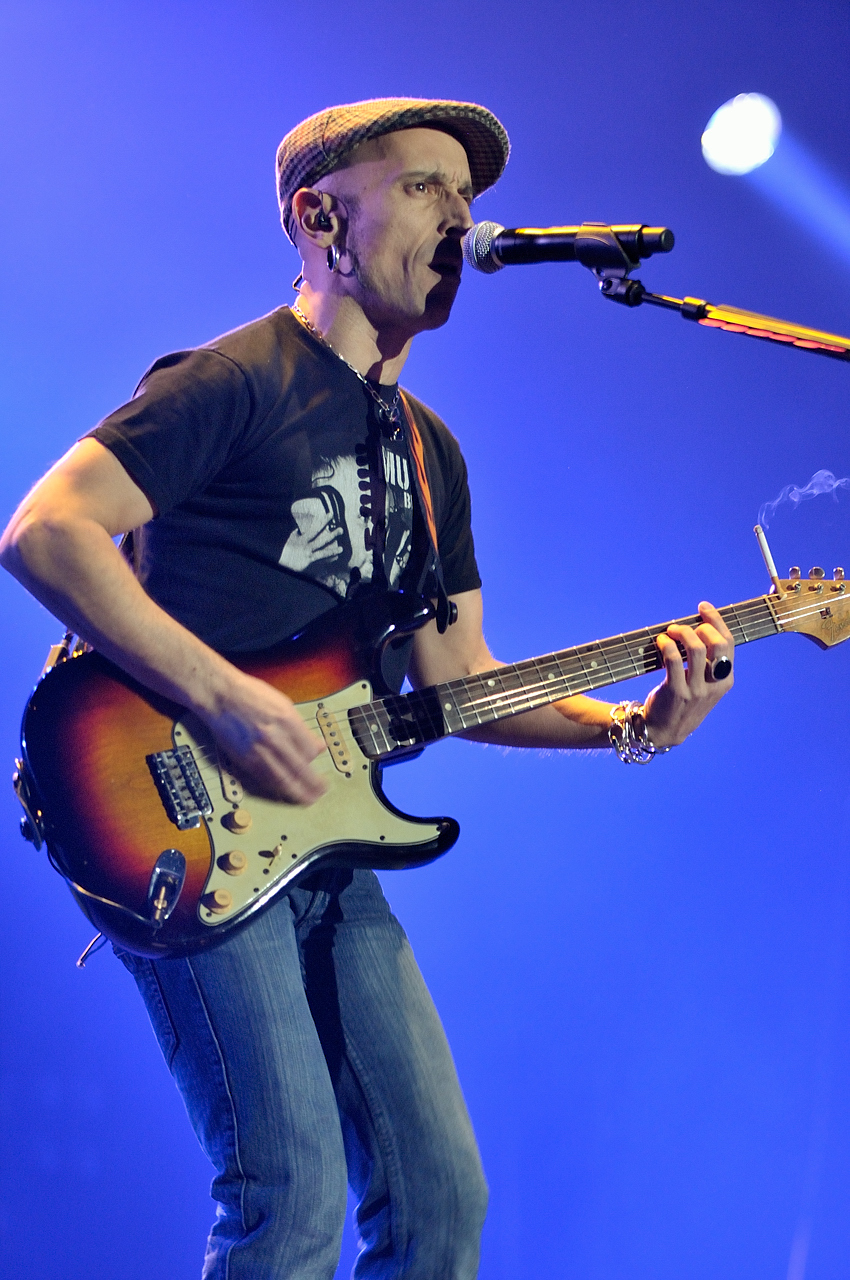
Fito Cabrales.

- 1966: Fito Cabrales, cantante, guitarrista y compositor español, de la banda Fito & Fitipaldis.
- 1966: Paco González, periodista español.
- 1966: Jacqueline Obradors, actriz estadounidense.
- 1966: Niall Quinn, futbolista irlandés.
- 1967: Kennet Andersson, futbolista sueco.
- 1967: Svend Karlsen, strongman noruego.
- 1967: Bruno Bichir, actor mexicano.
- 1968: Xavier Escaich, futbolista español.
- 1968: Bjarne Goldbæk, futbolista danés.
- 1969: Adrienne Armstrong, empresaria y diseñadora estadounidense, cofundadora de Adeline Records.
- 1970: Amy Jo Johnson, actriz estadounidense.
- 1970: Corinna May, cantante alemana.
- 1970: Rawdna Carita Eira, escritora noruega.
- 1971: Lola Dueñas, actriz española.
- 1971: Takis Gonias, futbolista griego.
- 1971: Shinji Kawada, seiyū japonés.
- 1972: Daniel Cavanagh, cantautor y guitarrista británico, de la banda Anathema.
- 1972: Julieta Ortega, actriz argentina.
- 1972: Mark Schwarzer, futbolista australiano.
- 1972: Martín Llaryora, abogado y político argentino, Gobernador de Córdoba desde 2023.
- 1973: Ioan Gruffudd, actor británico.
- 1973: Rebecca Lobo, baloncestista y locutora estadounidense.
- 1973: Jesús Ángel Turiel, futbolista español.
- 1974: Walter Centeno, futbolista costarricense.
- 1974: Jeremy Sisto, actor y guionista estadounidense.
- 1974: Iñaki Bollaín, futbolista español.
- 1975: Peter Pellegrini, político eslovaco, presidente de Eslovaquia desde 2024.
- 1976: Freddy García, beisbolista venezolano.
- 1976: Barbie Hsu, cantante y actriz taiwanesa.
- 1977: Shimon Gershon, futbolista israelí.
- 1977: Vladímir Manchev, futbolista búlgaro.
- 1977: Wes Ramsey, actor estadounidense.
- 1977: Luis Carlos Vélez, periodista y economista colombiano.
- 1978: Pamela David, actriz y modelo argentina.
- 1978: Carolina Gynning, modelo y actriz sueca.
- 1978: Ricky Hatton, boxeador británico.
- 1978: Oriol Vila, actor español.
- 1979: David Di Tommaso, futbolista francés (f. 2005).
- 1980: Arnaud Coyot, ciclista francés (f. 2013).
- 1980: Abdoulaye Méïté, futbolista marfileño.
- 1980: Fernando Béjar, futbolista español.
- 1981: Claudia Álvarez, actriz mexicana.
- 1981: Zurab Khizanishvili, futbolista georgiano.
- 1981: José Luis Perlaza, futbolista ecuatoriano.
- 1982: Levon Aronian, ajedrecista armenio.
- 1982: William Butler, músico estadounidense, de la banda Arcade Fire.
- 1982: Michael Frater, atleta jamaicano.
- 1982: Bronagh Waugh, actriz irlandesa.
- 1982: Takuya Sugi, luchador japonés.
- 1983: David Limberský, futbolista checo.
- 1983: Asier Riesgo, futbolista español.
- 1985: Sylvia Fowles, baloncestista estadounidense.
- 1986: Tereza Kerndlová, cantante checa.

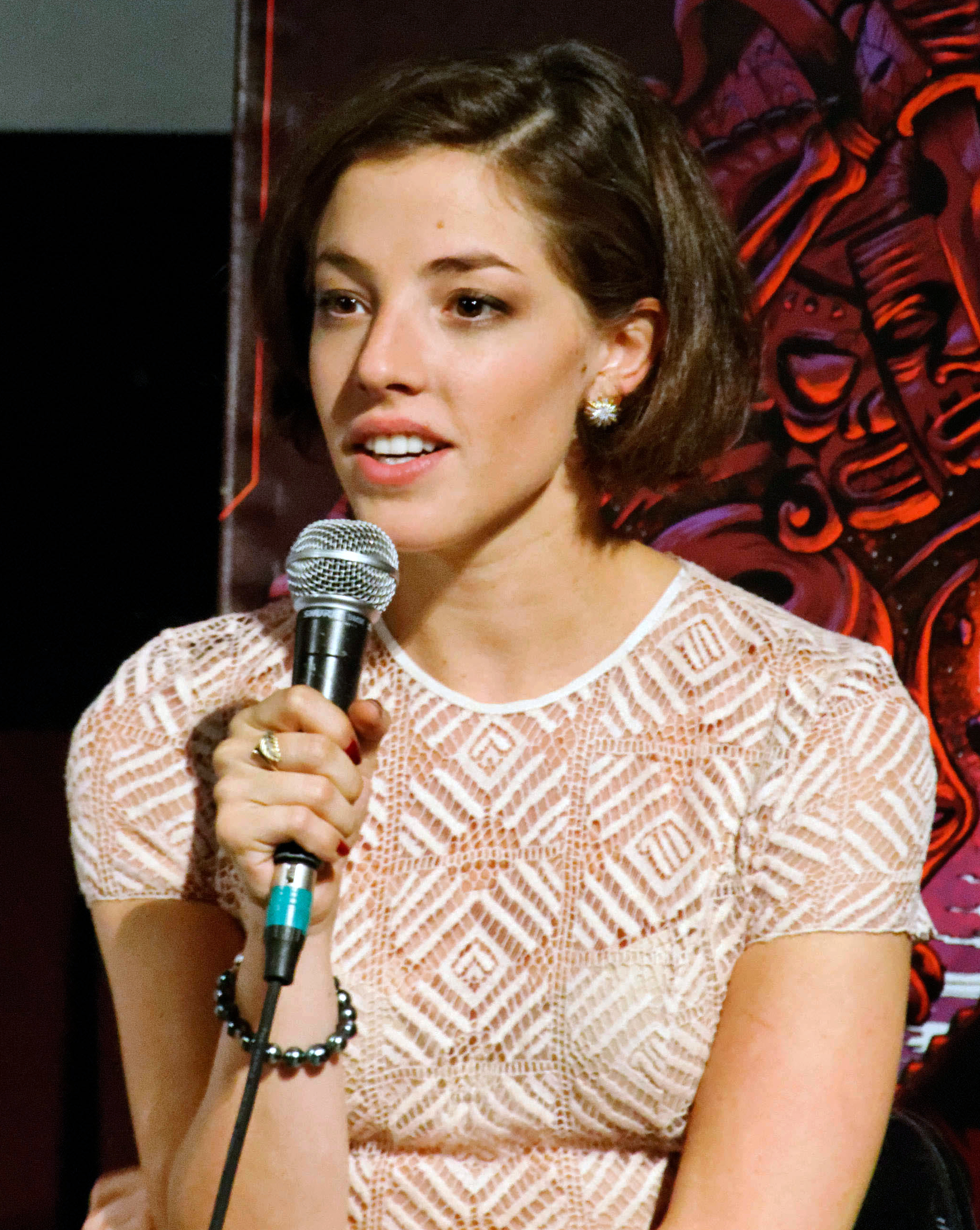
Olivia Thirlby.

- 1986: Olivia Thirlby, actriz estadounidense.
- 1987: Egni Eckert, modelo paraguaya.
- 1988: Austin Berry, futbolista estadounidense.
- 1988: Kayky Brito, actor brasileño.
- 1988: Maki Horikita, actriz japonesa.
- 1989: Valeria Baroni, actriz, cantante, bailarina y conductora argentina.
- 1989: Albert Ebossé Bodjongo, futbolista camerunés (f. 2014).
- 1989: Pizzi, futbolista portugués.
- 1990: Han Sun-hwa, cantante y actriz surcoreana.
- 1990: Jynx Maze, actriz pornográfica estadounidense.
- 1991: Roshon Fegan, actor estadounidense.
- 1991: Filippo Perucchini, futbolista italiano.
- 1991: Giuseppe Loiacono, futbolista italiano.
- 1992: Ellen Jansen, futbolista neerlandesa.
- 1992: Marios Oikonomou, futbolista griego.
- 1992: Bruno Valdez, futbolista paraguayo.
- 1992: Heyreel Saravia, futbolista costarricense.
- 1992: Malik Dime, baloncestista senegalés.
- 1993: Ricardo Domingos Barbosa Pereira, futbolista portugués.
- 1994: Joohoney, rapero, compositor y productor surcoreano, integrante del grupo Monsta X.
- 1994: Diego Mathías Pérez, futbolista uruguayo.
- 1996: Sergio Mendiola, baloncestista español.
- 1996: Kazuki Takahashi, futbolista japonés.
- 1997: Justas Lasickas, futbolista lituano.
- 1997: Theo Hernandez, futbolista francés.
- 1997: Sara Olaizola, futbolista española.
- 1997: Kasper Dolberg, futbolista danés.
- 1998: Takumi Hasegawa, futbolista japonés.
- 1998: Brad Robbins, jugador de fútbol americano estadounidense.
- 1998: José Guevara Llatas, jugador de bádminton peruano.
- 1998: Silas, futbolista congoleño.
- 1999: Francisco Evanilson de Lima Barbosa, futbolista brasileño.
- 1999: Pol Lozano, futbolista español.
- 1999: Anderson Niangbo, futbolista marfileño.
- 2000: Addison Rae, bailarina y celebridad de internet estadounidense.
- 2000: Dmytro Kryskiv, futbolista ucraniano.
- 2000: Cenk Özkacar, futbolista turco.
- 2001: Hitomi Honda, cantante y actriz japonesa, integrante de los grupos AKB48 y Iz*One.
- 2001: Liu Zhurun, futbolista chino.
- 2002: Jonathan Kuminga, baloncestista congoleño.
- 2004: Bronny James, baloncestista estadounidense.

## Fallecimientos
- 23: Wang Mang, emperador chino (n. 45 a. C.).
- 404: Elia Eudoxia, emperatriz bizantina.
- 869: Ermentrudis de Orleans, reina francesa, esposa de Carlos Calvo (n. 823).
- 877: Carlos el Calvo, emperador del Sacro Imperio Romano Germánico y rey de Francia (n. 823).

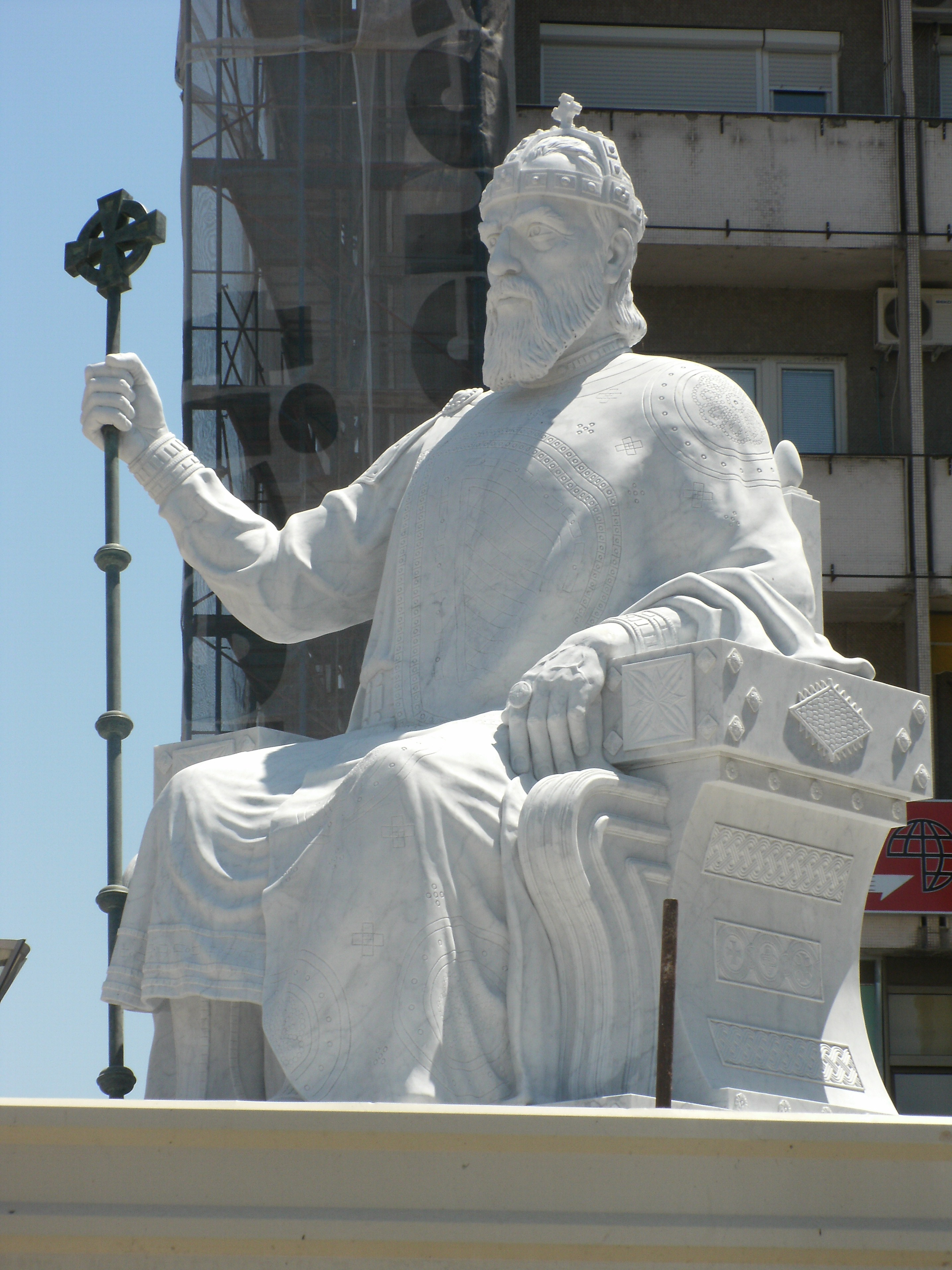
Samuel de Bulgaria.

- 1014: Samuel de Bulgaria, general y emperador búlgaro (n. 958).
- 1101: Bruno de Colonia, fundador de los cartujos (n. 1030).
- 1214: Alfonso VIII de Castilla, rey castellano (n. 1155).
- 1349: Juana II, reina navarra (n. 1311).
- 1542: Thomas Wyatt, poeta británico (n. 1503).
- 1553: Şehzade Mustafa, príncipe otomano, hijo primogénito de Solimán el Magnífico (n. 1515).
- 1596: Florencia de Mora, filántropa y encomendera de ascendencia hispana nacida en el territorio actual del Perú (n. 1536).
- 1644: Isabel de Borbón, reina consorte de España, esposa de Felipe IV (n. 1602).
- 1660: Paul Scarron, escritor francés (n. 1610).
- 1762: Francesco Manfredini, violinista y compositor italiano (n. 1684).
- 1769: Andrés Mayoral Alonso de Mella, obispo español (n. 1685).
- 1819: Carlos Manuel IV, rey sardo (n. 1751).
- 1825: Bernard de Lacépède, zoólogo, político y músico francés (n. 1756).
- 1836: Johannes Jelgerhuis, pintor neerlandés (n. 1770).
- 1891: Charles Stewart Parnell, líder político irlandés (n. 1846).
- 1892: Alfred Tennyson, poeta británico (n. 1809).
- 1912: Auguste Beernaert, jurista y político belga, premio nobel de la paz en 1909 (n. 1829).
- 1918: Manuel J. Calle, político, periodista, escritor e historiador ecuatoriano (n. 1866).
- 1919: Ricardo Palma, escritor peruano (n. 1833).
- 1936: José Galán Hernández, escritor español; asesinado (n. 1893).
- 1936: Valère Bernard, poeta, escultor y grabador francés (n. 1860).
- 1940: Michitarō Komatsubara, militar japonés (n. 1885).
- 1940: Adolfo Lutz, médico y científico brasileño (n. 1855).
- 1951: Will Keith Kellogg, fundador de la compañía de cereales Kellogg (n. 1860).
- 1951: Otto Fritz Meyerhof, fisiólogo alemán, premio nobel de medicina en 1922 (n. 1884).
- 1958: Klavdia Fomicheva, aviadora militar soviética (n. 1917)
- 1959: Bernard Berenson, historiador estadounidense (n. 1865).
- 1962: Tod Browning, cineasta estadounidense (n. 1880).
- 1973: Sidney Blackmer, actor estadounidense (n. 1895).
- 1973: François Cevert, piloto de automovilismo francés (n. 1944).
- 1974: Helmuth Koinigg, piloto austriaco de automovilismo (n. 1948).
- 1975: Henry Calvin, actor, cantante lírico y comediante texano, el sargento García de El Zorro (n. 1918).
- 1976: Gilbert Ryle, filósofo británico (n. 1900).
- 1979: Elizabeth Bishop, poetisa estadounidense (n. 1911).
- 1980: Hattie Jacques, actriz británica (n. 1922).
- 1980: Jean Robic, ciclista francés (n. 1921).

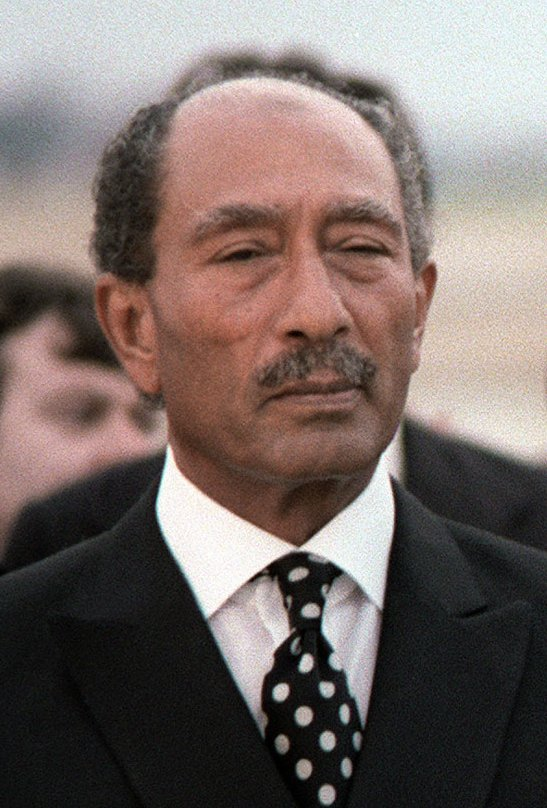
Anwar el-Sadat.

- 1981: Anwar Sadat, político egipcio, 3.º presidente, premio nobel de la paz (n. 1918).
- 1983: Terence Cooke, cardenal estadounidense (n. 1921).
- 1985: Nelson Riddle, músico estadounidense (n. 1921).
- 1988: Severiano Briseño, músico y compositor mexicano (n. 1902).

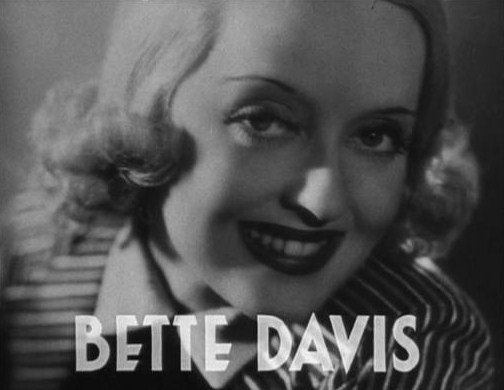
Bette Davis.

- 1989: Bette Davis, actriz estadounidense (n. 1908).
- 1991: Mane Bernardo, artista plástica, directora de teatro y titiritera argentina (n. 1913).
- 1992: Denholm Elliott, actor británico (n. 1922).
- 1992: Larry Walters (44), camionero estadounidense que el 2 de julio de 1982 voló sobre la ciudad de Los Ángeles durante 16 minutos a 4600 m de altitud montado en un sillón de jardín atado a 42 globos llenos de helio (n. 1949); suicidio por tiro en el corazón.
- 1999: Amália Rodrigues, actriz y cantante portuguesa (n. 1920).
- 1999: Gorilla Monsoon, luchador estadounidense (n. 1937).
- 2000: Richard Farnsworth, actor estadounidense (n. 1920).
- 2002: Nicolás de Amsberg, diplomático alemán (n. 1926).
- 2004: Marvin Santiago, cantante y actor puertorriqueño (n. 1947).
- 2006: Josep Faulí, periodista, escritor y crítico literario español (n. 1932).
- 2006: Antoni Gutiérrez Díaz, político español (n. 1929).
- 2006: Eduardo Mignogna, cineasta y guionista argentino (n. 1940).
- 2006: Wilson Tucker, escritor estadounidense (n. 1914).
- 2007: José Gibert Clos, paleontólogo español (n. 1941).
- 2008: Kim Ji-hoo, actor y modelo surcoreano (n. 1985).
- 2009: Douglas Campbell, actor canadiense (n. 1922).
- 2010: Piet Wijn, historietista neerlandés (n. 1929).
- 2012: Chadli Bendjedid, político argelino, tercer presidente (n. 1929).
- 2012: Antonio Cisneros, poeta peruano (n. 1942).
- 2012: León Londoño Tamayo, empresario y dirigente del fútbol colombiano (n. 1929).
- 2013: Paul Rogers, actor británico (n. 1917).
- 2014: Igor Mitoraj, escultor polaco (n. 1944).
- 2017: Connie Hawkins, baloncestista estadounidense (n. 1942).
- 2018: Scott Wilson, actor estadounidense (n. 1942).
- 2018: Montserrat Caballé, cantante española (n. 1933).
- 2019: Ginger Baker, músico británico (n. 1939).
- 2020: Eddie Van Halen, músico neerlandés (n. 1955).
- 2020: Johnny Nash, cantautor de reggae estadounidense (n. 1940).
- 2022: Phil Read, piloto de motociclismo británico (n. 1939).
- 2024: Johan Neeskens, futbolista neerlandés (n. 1951).
- 2024: Alejandro Arcos, político mexicano (n. 1981).

## Celebraciones
- Día Internacional de la Geodiversidad.

- Día Mundial de la Parálisis Cerebral.

Compartidas
- en Iberoamérica:
  - Día del Logístico.[2] Para homenajear a los profesionales de las cadenas de suministro.

- Conmemoraciones relacionadas con la guerra de Yom Kipur:
  -  Egipto: Día de las Fuerzas Armadas.
  -  Siria: Día de la Liberación de Tishreen.

 Por países
(Por orden alfabético)
- Argentina:
  - Día del Circo Criollo.[3] En honor de Pepe Podestá.

- Eslovaquia:
  - Día de las Víctimas del Pase Dukla.

- España:
  - Día del Cine Español.[4] Para reconocer el valor patrimonial del cine y el papel que ha desempeñado a lo largo de su historia. Este día de 1952 finalizó el rodaje de la película «Esa pareja feliz».

- Estados Unidos:
  - Día de los Germano-estadounidense.

- Hungría:
  - Día Conmemorativo de los Mártires de Arad.

- Sri Lanka:
  - Día del Maestro.

- Turkmenistán:
  - Día de Conmemoración y Duelo Nacional.[5]

- Venezuela
  - Día del Politólogo.

### Santoral católico

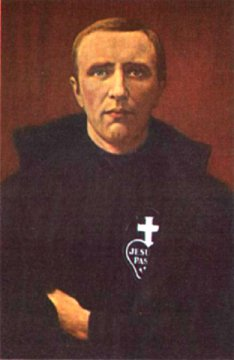
Beato Isidoro de San José, patrono de los enfermos de cáncer.

- San Bruno de Colonia (f. 1100), abad y fundador.
- San Ságar de Laodicea (f. 170), obispo y mártir.
- Santa Fe de Agen (s. IV), mártir.
- San Renato de Sorrento (s. V), obispo.
- San Román de Auxerre (f. 564), obispo.
- San Magno de Venecia (f. 670), obispo.
- San Ywio (f. 704), diácono y monje.
- San Pardulfo de Guéret (f. 737), abad.
- San Juan Xenos (siglo XI), monje.
- San Adalberón de Würzburg (f. 1090), monje y obispo.
- San Artaldo de Belley (f. 1206), monje y obispo.
- Santa María Francisca de las Llagas de Nuestro Señor Jesucristo (f. 1791), virgen.
- San Francisco Tran Van Trung (f. 1878), mártir.
- Beato Francisco Hunot (f. 1794), presbítero y mártir.
- Beata María Rosa Durocher (f. 1849), virgen y mártir.
- Beato Isidoro de San José de Loor (f. 1916), religioso (imagen).

 Por países
(Por orden alfabético)
- España: 
  - Garganta de los Montes (Madrid): Fiesta en honor de la Virgen de los Prados.
  - La Cartuja de Monegros (Sariñena, Huesca): Fiesta en honor de Santa Fe.
  - Oropesa de Mar (Castellón): Fiesta en honor de la Virgen de la Paciencia.
  - Rauric (Llorach, Tarragona): Fiesta en honor de Santa Fe.
  - San Fulgencio (Alicante): Fiesta en honor de la Virgen de los Remedios.
  - Zaldivia (Guipúzcoa): Fiesta en honor de Santa Fe.